# Tipula optanda
Tipula optanda är en tvåvingeart som beskrevs av Alexander 1935. Tipula optanda ingår i släktet Tipula och familjen storharkrankar. Inga underarter finns listade i Catalogue of Life.